# The King of Fighters EX2 Howling Blood
The King of Fighters EX2 Howling Blood é um jogo de Luta da SNK Playmore lançado em 2003 para o Game Boy Advance. Apesar de Compartilhar Cenários, Músicas e Character Designs com The King of Fighters 2000, o jogo tem uma História Independente e Personagens Exclusivos.

## Personagens
- Time dos Heróis:Kyo, Moe, Reiji, Shingo
- Time Fatal Fury:Terry, Andy, Mai, Joe
- Time Art of Fighting:Ryo, Yuri, Takuma, Robert
- Time da Tropa Ikari:Leona, Ralf, Clark, Whip
- Time Psycho Soldier:Athena, Kensou, Bao, Chin
- Time da Coréia:Kim, Choi, Chang, Jhun
- Time dos Rivais:Iori, Jun, Myu, Kula

## História
A História fala dos Dez Tesouros sagrados, que nada mais são do que dez pessoas com poder de aprisionar ou fortalecer o Mal. Numa História Paralela de King of Fighters, um Milionário chamado Gustav Munchausen manda a Carta Convite para o Torneio a Diversos Times. O Time Vitorioso do Torneio Anterior, formado por Kyo Kusanagi, uma nova personagem chamada Moe e o Irmão de Chizuru, Reiji Kagura, se surpreendem ao ver um time formado por Ninguém menos que Iori Yagami, o eterno Rival de Kyo, acompanhado de Duas Misteriosas Mulheres: Jun, uma musculosa lutadora de Vale-Tudo, e Myu, uma Garota de Aparência Frágil, mas com Mortais Técnicas Ninjas que se utilizam de penas de Corvo...
Os Combates seguem, até que chega a Final, onde obviamente o Time de Kyo e o time de Iori se Enfrentam. Após uma Furiosa Luta, Kyo vence Iori e tem o direito de confrontar o patrocinador.
Ao se encontrar com Gustav Munchausen, o patrocinador diz que não é o oponente deles e apresenta um Garoto muito Peculiar. Seu nome é Sinobu. Kyo sente a aterrorizante Energia de Goenitz vinda do Garoto. Gustav explica que Sinobu é uma tentativa de canalizar o poder de Goenitz, um simples escravo da mente do mesmo. Sinobu, Furioso, diz que ninguém o controla, fica louco graças ao poder de Goenitz e ataca Kyo e seu time. Kyo vence Sinobu com certa dificuldade. Eis que algo estranho acontece... Sinobu grita: "Saia de minha Cabeça!!!!" e depois emana uma aura Terrível. Sinobu, com um poder devastador facilmente derrota Moe e Reiji. Quando Kyo parecia ser o Próximo, eis que surge o time de Iori. Myu explica que Sinobu é seu Irmão e o Décimo Tesouro Sagrado, e pediu a Iori para Salvar o Pobre Garoto. Assim como em 96, Kyo e Iori unem suas Forças e vencem Sinobu, que cai completamente sem Forças...
Gustav, ao ver a derrota de Sinobu, foge dizendo que existem milhões como Sinobu que ele podia "Aproveitar". Iori pensa em matar o Garoto, mas Myu interfere, pois estava lá para salvar seu Irmão e não para Matá-lo. Iori, contrariado, vai embora. Jun carrega o desacordado Sinobu e parte junto com Myu. Reiji fala com Kyo sobre terem achado os Dez tesouros sagrados, mas Kyo está mais preocupado com a volta de Orochi, que com certeza será um Grande Problema...

## Sistema de Classe
Neste Jogo quanto mais você usa um Personagem e luta bem com ele, mais o nível dele Aumenta. Os Níveis são representados por Animais na seguinte Ordem:
- Nível 0:Newcomer
- Nível 1:Crow Beak
- Nível 2:Black Jaguar
- Nível 3:Tiger Fang
- Nível 4:Thunder Hawk
- Nível 5:Silver Wolf
- Nível 6:Master Orochi
- Nível 7:Dragon Warrior

Nos Níveis 6 e 7, a barra de especial e a de Energia mudam, ficando mais bem desenhadas.
Esse sistema provavelmente foi desenvolvido para o Jogador provar sua Técnica com cada personagem nas Batalhas Versus via Cabo Link (não esquecendo que é um Jogo de Game Boy Advance)